# Џош Бролин
Џошуа Џејмс Бролин (енгл. Joshua James Brolin; Санта Моника, Калифорнија, 12. фебруар 1968) је амерички глумац који се од 1985. године појављује у позоришним, телевизијским и филмским улогама. Најпознатији је захваљујући филмовима Гуниси, Буш, где је играо Џорџа В. Буша, Нема земље за старце, Грајндхаус, Човек звани храброст и Милк за који је добио номинацију за Оскара.
Бролин глуми негативца Таноса у Марвеловом филмском универзуму у снимцима покрета и гласа. Први пут се као Танос у Марвеловом филмском универзуму појавио у филму Чувари галаксије (2014), затим у пост-кредитној сцени на крају филма Осветници: Ера Алтрона (2015), а касније је постао водећи антагониста у филмовима Осветници: Рат Бескраја (2018) и Осветници: Крај игре (2019), где је добио похвале за извођење. У филму Дедпул 2 (2018), Бролин је глумио Кејбла као део уговора за 4 филма у филмском серијалу Икс-људи.
Његов отац је познати амерички глумац Џејмс Бролин.

## Филмографија
| Улоге Џоша Бролина |                                 |               |                 |          |
| Година             | Српски назив                    | Изворни назив | Улога           | Напомена |
| 1985.              | Гуниси                          |               | Брендон Волш    |          |
| 2007.              | Грајндхаус                      |               | Вилијам Блок    |          |
| 2007.              | Нема земље за старце            |               | Луелин Мос      |          |
| 2007.              | Амерички гангстер               |               | Рено Трупо      |          |
| 2008.              | Буш                             |               | Џорџ В. Буш     |          |
| 2010.              | Вол стрит: Новац никад не спава |               | Бретон Џејмс    |          |
| 2010.              | Човек звани храброст            |               | Том Чејни       |          |
| 2012.              | Људи у црном 3                  |               | млади Агент Кеj |          |
| 2013.              | Гангстерски одред               |               | Џон О'Мара      |          |
| 2014.              | Чувари галаксије                |               | Танос           |          |
| 2014.              | Град греха: Убиства вредна      |               | Двајт Макарти   |          |
| 2015.              | Осветници: Ера Алтрона          |               | Танос           | камео    |
| 2015.              | Сикарио                         |               | Мет Грејвер     |          |
| 2016.              | Аве, Цезаре!                    |               | Еди Меникс      |          |
| 2017.              |                                 |               | Ерик Марш       |          |
| 2018.              | Осветници: Рат бескраја         |               | Танос           |          |
| 2018.              | Дедпул 2                        |               | Кејбл           |          |
| 2018.              | Сикарио: Дан војника            |               | Мет Грејвер     |          |
| 2019.              | Осветници: Крај игре            |               | Танос           |          |
| 2021.              | Дина                            |               | Гурни Халек     |          |
| 2024.              | Дина: Други део                 |               | Гурни Халек     |          |
| 2025.              | Нож у леђа 3                    |               |                 |          |